# Lingua Nauo
La lingua Nauo è una lingua estinta e poco conosciuta parlata dagli aborigeni australiani di etnia Nauo della parte meridionale della penisola di Eyre, in Australia Meridionale.

## Classificazione
La lingua Nauo era forse legata a quelle parlate dalle altre comunità aborigene della zona, come la lingua Barngarla e la lingua Wirangu.

## Status
Le scarse conoscenze sulla lingua Nauo sono basate sulle investigazioni portate avanti dall'antropologo Norman Tindale negli anni '30: nel 1975, le ricerche atte a trovare parlanti della lingua ancora in vita diedero esito negativo.
a partire dalle poche dozzine di parole registrate e trascritte dal missionario luterano Clamor Wilhelm Schürmann nel 1879 il MLT (Mobile Language Team) dell'università di Adelaide ha cominciato un'opera di rivitalizzazione della lingua, della quale si contano attualmente circa 300 vocaboli e che parrebbe mostrare similitudini con la lingua Wirangu.